# Jérémy Lelièvre
Jérémy Lelièvre (né le 8 février 1991 à Évreux) est un athlète français, spécialiste des épreuves combinées.
Son meilleur score est de 7 911 points obtenu à Aubagne en 2012.

## Biographie
Jérémy Lelièvre, débute l’athlétisme en 2004 à l’ESVE et s'entraîne au pôle Espoir de Rouen.
En 2007, Jérémy se classa 3e cadet des Championnats de France à Compiègne avec 6 519 points. L'année suivante, il remporta le titre à Tours avec 7 263 points (devant Kevin Mayer) et s'empara du record de France détenu jusqu'alors par Quentin Jammier.
Aux championnats de France 2009 à Guéret, Jérémy pris l'or avec 7 048 points. L'année suivante à Saint-Étienne à ce même championnat, il remporta l'argent avec 7 571 points. 2010 fut aussi l'année des Championnats du Monde à Moncton où il termina 7e avec 7 568 points.
En 2011, Jérémy entre dans la cour des grands et passe au niveau supérieur en passant espoir. Podiums aux Championnats de France Elite et participation aux Championnats d'Europe Espoirs à Ostrava ; Lelièvre a fait un grand bond en avant pour s'imposer parmi les meilleurs.
Les performances continuent de s'améliorer en 2012, ce qui lui permet d'accéder à nouveau au podium lors des Élites et d'être sacré champion de France de sa catégorie.
Le 19 mars 2016, Lelièvre termine à la 8e de l'heptathlon lors des championnats du monde en salle de Portland avec 6 118 pts.

## Palmarès

### International
| Date | Compétition                    | Lieu     | Résultat | Épreuve    | Points |
| ---- | ------------------------------ | -------- | -------- | ---------- | ------ |
| 2009 | Championnats d'Europe juniors  | Novi Sad | DNF      | Décathlon  | —      |
| 2010 | Championnats du monde juniors  | Moncton  | 7e       | Décathlon  | 7 568  |
| 2011 | Championnats d'Europe espoirs  | Ostrava  | 14e      | Décathlon  | 7 368  |
| 2013 | Championnats d'Europe en salle | Göteborg | 12e      | Heptathlon | 5 112  |
| 2013 | Championnats d'Europe espoirs  | Tampere  | 6e       | Décathlon  | 7 680  |
| 2016 | Championnats du monde en salle | Portland | 8e       | Heptathlon | 5 769  |
| 2017 | Universiade                    | Taipei   | 7e       | Décathlon  | 7 387  |

### National
- Championnats de France d'athlétisme :
  - Vainqueur du décathlon en 2017

## Records
| Épreuve           | Performance    | Lieu       | Date           |
| ----------------- | -------------- | ---------- | -------------- |
| 100 m             | 10 s 83 (+1.6) | Nice       | 10 mai 2014    |
| Saut en longueur  | 7,37 m         | Nice       | 10 mai 2014    |
| Lancer du poids   | 15,21 m        | Gwangju    | 8 juillet 2015 |
| Saut en hauteur   | 1,93 m         | Arles      | 25 août 2013   |
| 400 m             | 47 s 83        | Tallinn    | 29 juin 2013   |
| 110 m haies       | 14 s 48        | Toruń      | 6 juillet 2014 |
| Lancer du disque  | 44,37 m        | Tallinn    | 30 juin 2013   |
| Saut à la perche  | 4,70 m         | Antony     | 20 mai 2012    |
| Lancer du javelot | 59,69 m        | Lillebonne | 22 juin 2013   |
| 1 500 m           | 4 min 23 s 19  | Tallinn    | 30 juin 2013   |
| Décathlon         | 7 911 pts      | Aubagne    | 7 juillet 2012 |

| Épreuve         | Performance   | Lieu         | Date            |
| --------------- | ------------- | ------------ | --------------- |
| 60 mètres       | 6 s 84        | Göteborg     | 2 mars 2013     |
| Longueur        | 7,36 m        | Aubière      | 16 février 2013 |
| Poids           | 15,37 m       | Aubière      | 21 février 2015 |
| Hauteur         | 1,97 m        | Aubière      | 16 février 2013 |
| 60 mètres haies | 8 s 14        | Reims        | 31 janvier 2016 |
| Perche          | 4,70 m        | Val de Reuil | 4 janvier 2015  |
| 1 000 mètres    | 2 min 35 s 89 | Aubière      | 17 février 2013 |
| Heptathlon      | 5 997 pts     | Aubière      | 17 février 2013 |